# HD 10587
HD 10587，又名BD+56 334，SAO 22578、HR 502，是一颗恒星，视星等为6.25，位于銀經130.16，銀緯-5.03，其B1900.0坐标为赤經1h 38m 10.9s，赤緯+56° -5.03′ 10″。